# Angst (Klaus Schulze)
Angst è un album in studio del compositore tedesco Klaus Schulze, pubblicato nel 1984. È la colonna sonora dell'omonimo thriller diretto da Gerald Kargl.
Nel 2005 venne ristampato con una traccia bonus.

## Tracce
Tutti i brani sono stati composti da Klaus Schulze.
1. Freeze – 6:36
2. Pain – 9:36
3. Memory – 4:50
4. Surrender – 8:41
5. Beyond – 10:16
6. Silent Survivor (bonus track) – 31:40